# Lina Joy
Pour les articles homonymes, voir Joy.
Lina Joy, née Azlina Jailani, née le 28 juillet 1964, est une personnalité malaisienne au cœur du combat pour la reconnaissance de la liberté de conscience en Malaisie car née de parents musulmans, elle s'est convertie au catholicisme à 26 ans.

## Activisme
Azlina Jailani a commencé à fréquenter une église dans les années 1990, puis a rencontré un catholique avec lequel elle a voulu se marier. Elle choisit de le faire dans le catholicisme. Elle est baptisée en 1998 à Kuala Lumpur. Elle demande alors à la justice malaisienne de reconnaître son changement de nom et de religion. En effet, en Malaisie (où les musulmans représentent 55 % à 60 % de la population), il est impossible à un musulman d'épouser un non musulman. En l'absence de confirmation d'un tribunal islamique, l'état civil a reconnu en 1999 son changement de nom, mais pas son changement de confession. La religion étant en Malaisie mentionnée sur les papiers d'identité seulement pour les musulmans, sa nouvelle carte d'identité gardait donc la mention Islam, lui interdisant le mariage de son choix.
La constitution malaisienne mentionne que « toute personne a le droit de professer et de pratiquer la religion de son choix » mais un amendement de 1988 dénie aux tribunaux civils le droit de se prononcer sur les questions traitées par les tribunaux islamiques. De leur côté, ces tribunaux ne reconnaissant pas l'apostasie, et rejettent systématiquement ce type de demande, en condamnant l'apostat à des sanctions pénales.
Lina Joy a attaqué en justice l'État malaisien pour qu'il reconnaisse son droit à changer de religion, mais la décision initiale a été confirmée à plusieurs reprises, y compris le 30 mai 2007 en cassation par la cour fédérale, plus haute juridiction du pays. La cour a réservé aux tribunaux islamiques le droit exclusif de décider si un musulman pouvait quitter l'islam pour une autre religion.
Par l'intermédiaire de son avocat, Lina Joy a déclaré que la Cour fédérale de Malaisie lui avait « refusé un droit individuel fondamental : celui de croire en la religion de son choix, d'épouser la personne de son choix et d'élever une famille dans le contexte malaisien. Il me serait extrêmement difficile d'exercer ma liberté de conscience (en Malaisie) dans le climat actuel ».
Lina Joy a perdu son emploi, et a été contrainte de vivre en Malaisie dans une quasi-clandestinité, face aux menaces de groupes musulmans fondamentalistes. Elle serait actuellement réfugiée en Australie. Pour ses prises de position dans diverses affaires d'apostasie, son avocat a reçu des menaces de mort.